# 과학박물관 (보스턴)

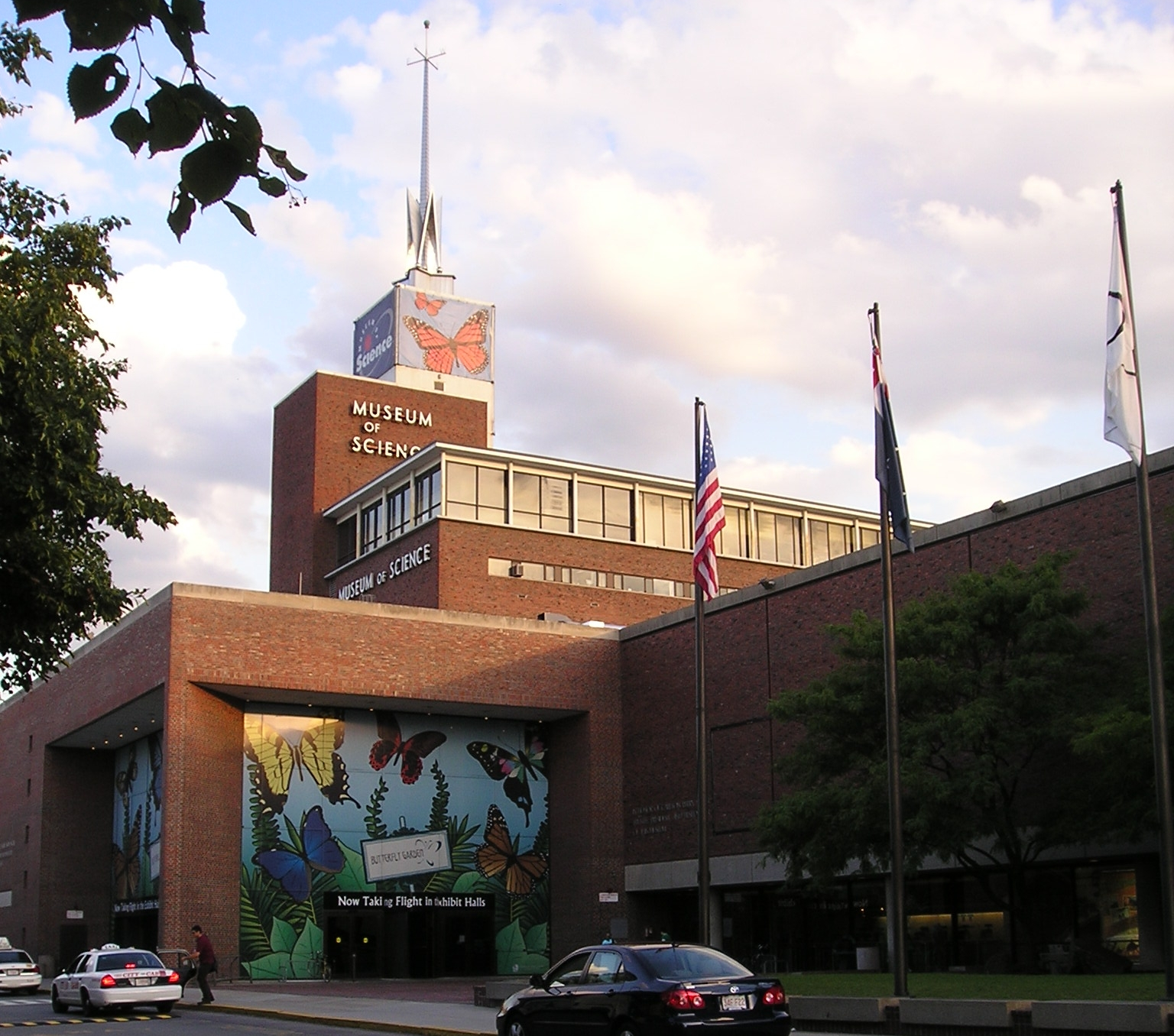
과학박물관

과학박물관(Museum of Science)은 미국 매사추세츠주 보스턴에 위치한 과학 박물관이다. 과학박물관은 1830년 보스턴 자연사 협회로 시작하였다.
2009년 박물관 옥상에 풍력 터빈 연구소를 건설했으며, 9개의 풍력 터빈이 생산하는 전력량 등을 조사하고 있다.